# Saint-Nazaire-le-Désert
Saint-Nazaire-le-Désert é uma comuna francesa na região administrativa de Auvérnia-Ródano-Alpes, no departamento de Drôme. Estende-se por uma área de 46,62 km². Em 2010 a comuna tinha 207 habitantes (densidade: 4,4 hab./km²).